# Buzkashi

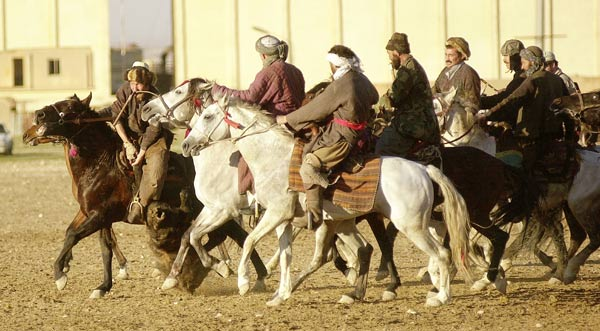
Buzkashi

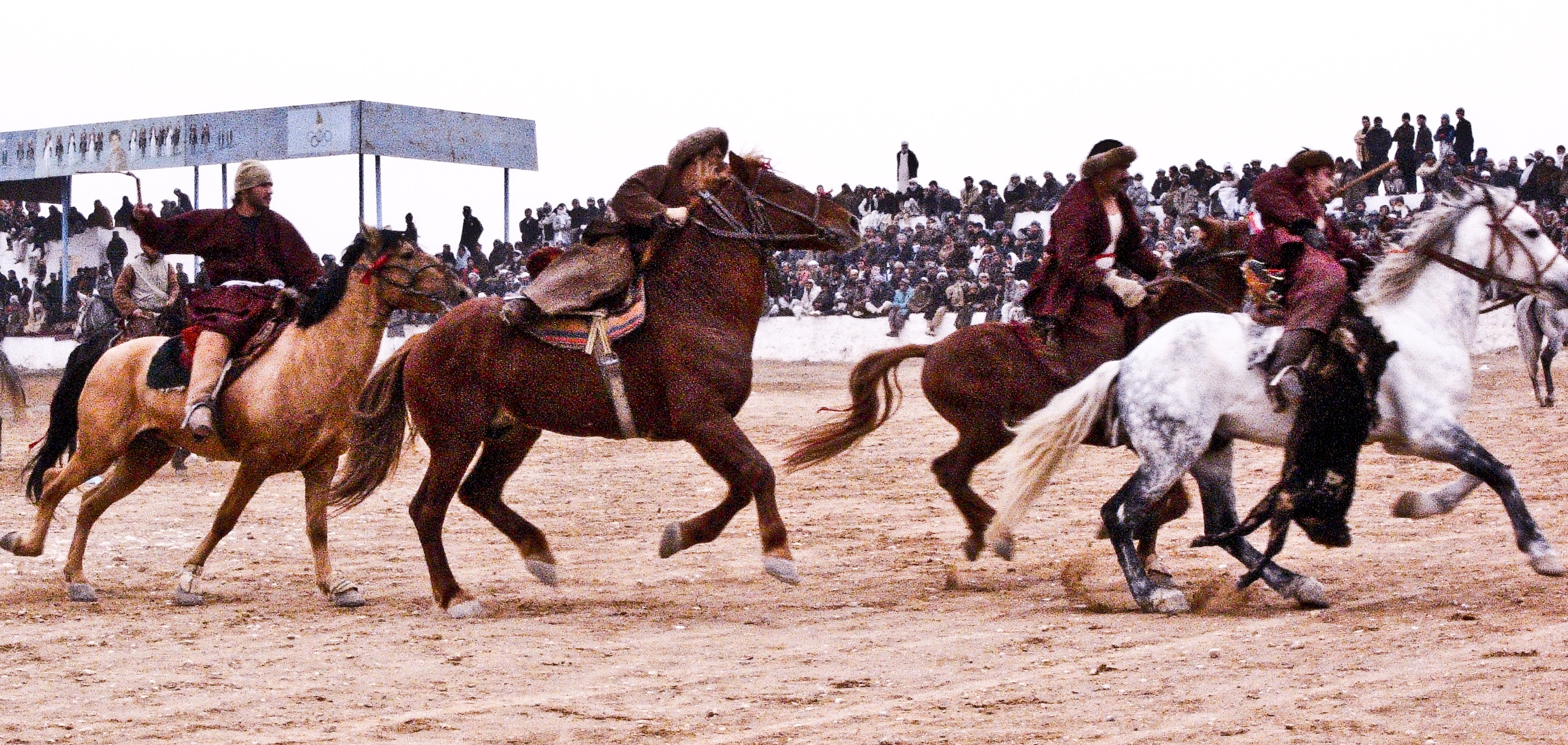
Buzkashi

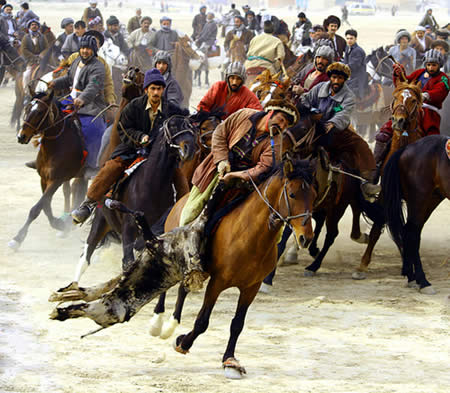
Buzkashi in Balkh

Dari: Buzkashi (Nederlands: geittrekken) is een eeuwenoude Centraal-Aziatische volkssport die voortvloeide uit de traditionele jacht op berggeiten. De sport wordt met name door inwoners van Afghanistan gespeeld.
Tijdens de wedstrijden worstelen acrobatische ruiters op snelle paarden om het karkas van een geit te bemachtigen en voor de voeten van de scheidsrechter te werpen. Het is een nogal ruwe man-tegen-man sport. Het terrein is niet duidelijk afgebakend. Ook het aantal deelnemers en de duur van het spel kunnen variëren; tot wel duizend ruiters en meerdere dagen. Het winnen van de wedstrijd levert grote eer en een kostbare prijs op, bijvoorbeeld een duur paard.
In Kirgizië is dit een nationale sport onder de naam Kok-boru of ook Ulak Tartisch. Deze namen worden ook gebruikt voor het ruiterspel in Kazachstan, Tadzjikistan en Oezbekistan. In Mongolië wordt een variant van het spel gespeeld onder de naam 'kokpar'. In 2017 plaatste de Verenigde Naties de sport op de lijst met immaterieel erfgoed.

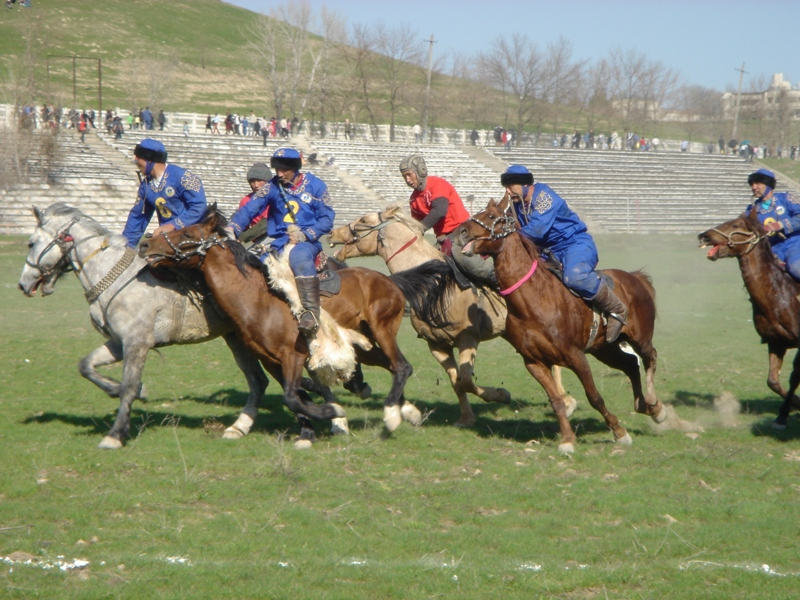
Kokpar in Mongolië

Ook in het oosten van Turkije kan men varianten van deze sport tegenkomen. De Franse sport horseball, die tegenwoordig in verscheidene Europese landen wordt gespeeld, is onder meer hierop gebaseerd.

## Film
In de film Rambo III met Sylvester Stallone komt een scène voor waarin buzkashi wordt gespeeld.